# Laurent Quevilly
 (mars 2015).
Laurent Quevilly est un journaliste, écrivain et dessinateur de presse français né dans le Pays de Caux (Seine-Maritime) en 1951 et établi en Bretagne depuis 1969.

## Biographie
Venu du secteur social, Laurent Quevilly collabore à partir de 1981 à plusieurs organes de presse : le quotidien Ouest-France, le mensuel Viva et l'hebdomadaire Le Progrès de Cornouaille.
En 1984, l'un de ses articles provoque la découverte des manuscrits de Jean-Marie Déguignet. Ils seront publiés sous le titre de Mémoires d'un paysan bas-breton.
En 1988, Laurent Quevilly intègre la rédaction de Ouest-France qu'il quittera en 2011. Il se consacre depuis à l'écriture et anime Le canard de Duclair, un site d'histoire régionale. Son principal ouvrage est la biographie du baron de Vastey, dit Pompée Valentin Vastey, idéologue de la révolution haïtienne.
Parallèlement, Laurent Quevilly sera dessinateur de presse. D'abord sous le pseudonyme de « Laor'z » pour divers mensuels comme Oxygène, Le Peuple breton ou encore Bretagne nouvelle. Mais c'est surtout dans Ouest-France, sous son vrai nom, que sera publiée la majeure partie de sa production durant près de 30 ans. Quevilly a reçu le prix du Trouble au premier festival de la caricature politique d'Épinal (1986).[réf. souhaitée] Il a illustré par ailleurs plusieurs ouvrages.

### Ouvrages collectifs
- La drôle d'histoire du Finistère : des origines à nos jours, Bannalec, Des dessins et des mots, 2005, 150 p. (ISBN 2-915050-11-2, présentation en ligne)
- Jean-Marie Déguignet (préf. Laurent Quevilly), Rimes et révoltes, Quimper, Blanc Silex, 1999, 96 p. (ISBN 2-9509902-8-2, présentation en ligne)
- Jean-Marie Déguignet (préf. Laurent Quevilly), Histoire de ma vie : L'intégrale des Mémoires d'un paysan bas-breton, Le Relecq-Kerhuon, An Here, 1998, 944 p. (ISBN 2-86843-226-3, présentation en ligne, lire en ligne)
- Festival de la caricature politique d'Épinal, Paris, Carrère - Michel Lafon, 1986, 140 p. (ISBN 2-86804-247-3)
- La jeune BD bretonne, Brest, Presses populaires de Bretagne, 1981, 40 p.

### Illustrations
- René Monfort, Alphonse Arzel : Betek penn, jusqu'au bout (illustration), Brest, Mor ha douar, 2008
- (br) Fañch Jestin, Marv eo Fañch ! : Tresadenn gant Laurent Quevilly, Morlaix, Skol Vreizh, 2006, 118 p. (ISBN 2-915623-27-9, présentation en ligne)
- Erwan Chartier, Jean-Yves Cozan : L'homme à l'écharpe blanche (illustrations), Spézet, Coop Breizh, 2005, 128 p. (ISBN 2-84346-263-0)
- (br) Fañch Jestin, Interamant Toñ Zidor : Golo tresadenn gant Quevilly, Morlaix, Skol Vreizh, 2002, 144 p. (ISBN 2-911447-55-7, présentation en ligne)
- Jean-Marie Déguignet, Contes et légendes de Basse-Cornouaille : Dessins de Laurent Quevilly, Le Relecq-Kerhuon, An Here, 1998, 166 p. (ISBN 2-86843-189-5, lire en ligne)
- Gwen-Aël Bolloré (ill. Laurent Quevilly), Mémoires parallèles, Paris, Picollec, 1996, 311 p. (ISBN 2-86477-156-X)
- Daniel Morvan (ill. Laurent Quevilly), L'Œil du maître, Skol Vreizh, 1992 (ISBN 2-903313-48-2)
- Jean-Dominique Boucher (ill. Laurent Quevilly), Volontaires pour le tiers-monde, Karthala, 1986, 140 p. (ISBN 978-2-86537-165-5)
- Serge Duigou, Quand les Bigoudens étaient pilleurs d'épaves : Dessins de Quevilly, Quimper, Editions Ressac, 1985, 32 p. (ISBN 2-904966-08-0)